# Josefa Sacko

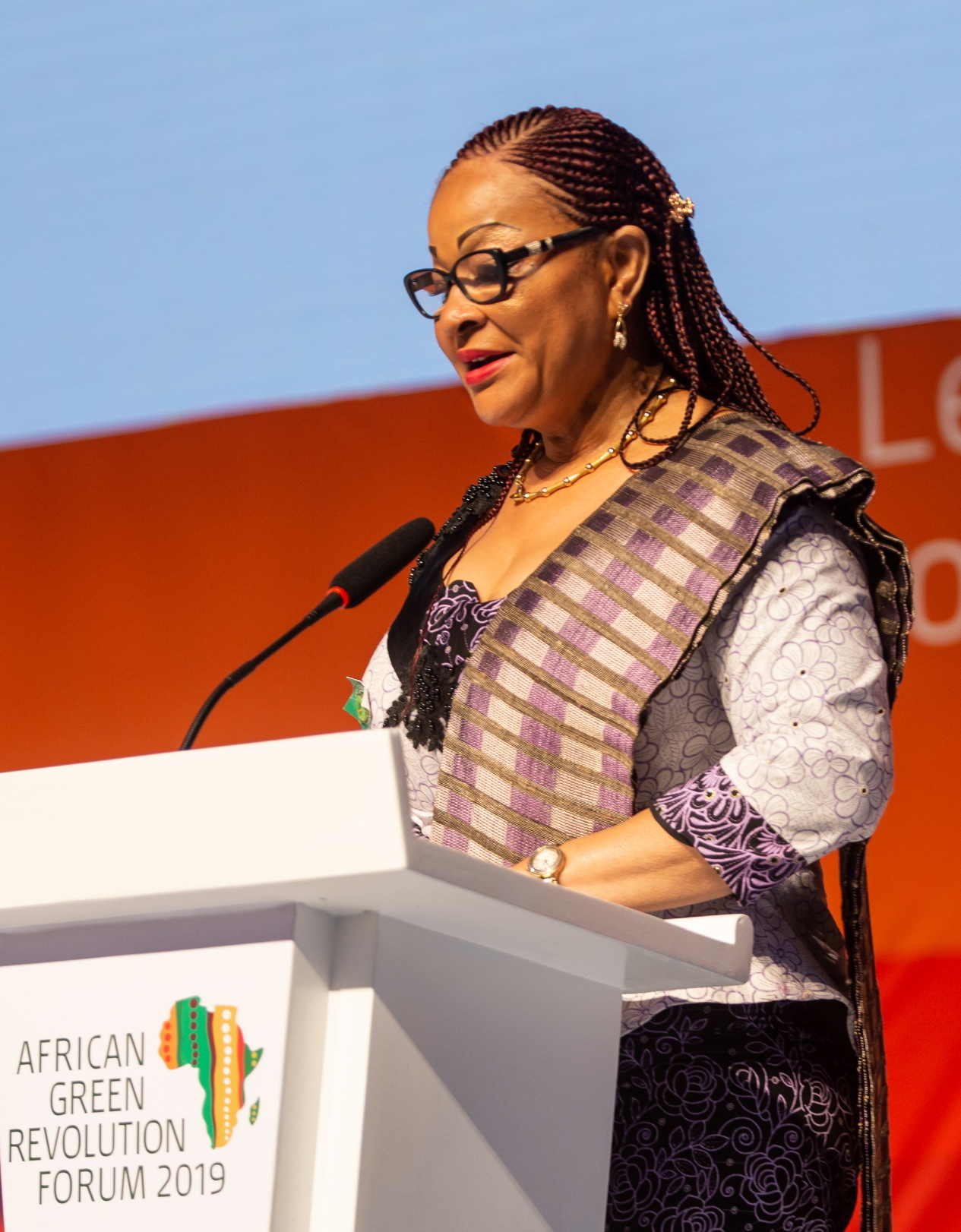
Josefa Leonel Correia Sacko (2019)

Josefa Leonel Correia Sacko (* vor 2000) ist eine angolanische Agrarwissenschaftlerin, Ökonomin und Diplomatin. Sie war 13 Jahre lang Generalsekretärin der Inter-African Coffee Organisation. Seit 2021 ist sie Kommissarin der Afrikanischen Union für Agriculture, Rural Development, Blue Economy and Sustainable Environment (ARBE).

## Karriere
Josefa Sacko, arbeitete zunächst als Beraterin im Umweltministerium, wo sie für den Klimawandel zuständig war. Danach war sie Beraterin im Landwirtschaftsministerium und beschäftigte sich mit Nahrungsmittel- und Ernährungssicherheit, der Beseitigung des Hungers und der Armutsbekämpfung.
Sacko wurde im Landwirtschaftsministerium zur Direktorin des Büros für internationalen Austausch des ehemaligen Staatssekretariats für Kaffee befördert, wo sie auch über Handelsabkommen mit der Welthandelsorganisation (WTO) und der Internationale Kaffeeorganisation verhandelte, und wo sie auf der Ebene der multilateralen Zusammenarbeit mit der Europäischen Union, der Ernährungs- und Landwirtschaftsorganisation der Vereinten Nationen (FAO), der Konferenz der Vereinten Nationen für Handel und Entwicklung (UNCTAD), der Entwicklungsgemeinschaft des südlichen Afrika (SADC), der Afrikanischen Entwicklungsbank und anderen im Kontakt stand. Später wurde Sacko auf Vorschlag der angolanischen Regierung als Gründungsmitglied zur Generalsekretärin der InterAfrican Coffee Organisation (port.: Organização Interafricana do Café; IACO) gewählt, einer zwischenstaatlichen Organisation, der 25 afrikanische Kaffeeerzeugerländer angehören. Während ihrer 13-jährigen Amtszeit setzte sie sich für die Stärkung der Kleinbauern ein und gründete regionale Kompetenzzentren zum Aufbau von Kapazitäten in den Mitgliedstaaten zur Erhaltung des genetischen Materials und zur Verbesserung der Kaffeequalität in Côte d’Ivoire, Uganda, Kamerun und Sambia.
Auf der 28. Vollversammlung der Afrikanischen Union im Januar 2017 wurde Josefa Sacko zur Kommissarin für ländliche Wirtschaft und Landwirtschaft gewählt. Sie erhielt den Auftrag, die von den afrikanischen Staats- und Regierungschefs im Einklang mit der Agenda 2063 der Afrikanischen Union festgelegten kontinentalen Politiken umzusetzen und auf regionaler und nationaler Ebene abzustimmen. Im Februar 2021 wurde sie für weitere vier Jahre im Amt bestätigt.
Sacko helfen bei ihrer Aufgabe auch langjährige Kontakte zu anderen regionalen und globalen Institutionen, darunter der Afrikanischen Export-/Importbank (AFREXIMBANK), der Ernährungs- und Landwirtschaftsorganisation der Vereinten Nationen (FAO), der UN-Wirtschaftskommission für Afrika (UNECA) und dem Programm der Afrikanischen Union Neue Partnerschaft für Afrikas Entwicklung (NEPAD).
Im Rahmen ihres Einsatzes für die Stärkung der Rolle der Kleinbauern in Afrika hat Sacko mit regionalen Wirtschaftsgemeinschaften wie der Entwicklungsgemeinschaft des südlichen Afrika (SADC), dem Gemeinsamen Markt für das östliche und südliche Afrika (COMESA), der Westafrikanische Wirtschaftsgemeinschaft (ECOWAS) und der Ostafrikanischen Gemeinschaft (EAC) zusammengearbeitet.

## Anerkennungen und Auszeichnungen
- 2019 Wahl unter die 100 einflussreichsten Menschen in der Klimapolitik durch Apolitical[1][2][4]
- 2019 Wahl unter die 100 einflussreichsten afrikanischen Frauen 2019 durch Avance Media[1]
- 2019 Recognition Award des Crans-Montana-Forums in Brüssel[8][9]
- 2020 Mitglied des Ehrenkomitees des Crans-Montana-Forums[8]
- 2022 Auszeichnung durch das Agrar-Afrika-Forum in Marokko für ihren Einsatz und ihr Engagement zur raschen Erholung des Agrarsektors angesichts der COVID-19-Pandemie[10]

## Privates
Josefa Sacko spricht fließend Portugiesisch, Französisch, Englisch, Spanisch und Lingala.